# Simona Waltert
Simona Waltert (Chur, 13 de diciembre de 2000) es una tenista suiza.
Simona tiene como mejor ranking de individuales de la WTA el n.º 112, logrado en octubre de 2022. En el dobles, su mejor ranking histórico ha sido el 180, logrado en marzo de 2022.
Ha sido parte del equipo campeón de la Billie Jean Cup de 2022 dónde Suiza ganaría su primer título por países.

## Títulos WTA (1; 0+1)

### Dobles (1)
| Leyenda                    |
| Grand Slam (0)             |
| Juegos Olímpicos (0)       |
| WTA Tour Championships (0) |
| WTA 1000 (0)               |
| WTA 500 (0)                |
| WTA 250 (1)                |

| N.º | Fecha               | Torneo  | Superficie    | Pareja          | Oponentes en la final                     | Resultado           |
| --- | ------------------- | ------- | ------------- | --------------- | ----------------------------------------- | ------------------- |
| 1.  | 18 de julio de 2021 | Lausana | Tierra batida | Susan Bandecchi | Ulrike Eikkeri Valentini Grammatikopoulou | 6-3, 6-7(3), [10-5] |